# Beyrède-Jumet
Beyrède-Jumet è un comune francese di 192 abitanti situato nel dipartimento degli Alti Pirenei nella regione dell'Occitania.

## Società

### Evoluzione demografica
Abitanti censiti